# Holger Vivike
Holger Vivike (23. august 1910 i København – 2. juli 1992) var en dansk kommunistisk, senere folkesocialistisk, politiker samt agent for den sovjetiske efterretningstjeneste KGB gennem flere år.
Holger Vivike var matros og medlem af Danmarks Kommunistiske Parti og blev i 1935 ansat som partifunktionær. Under den tyske besættelse var han aktiv i modstandsarbejdet i Fredericia og ledede den illegale partiorganisation i Jylland og på Fyn. 
I opgøret med DKP i 1958 fulgte han Aksel Larsen og var med til at stifte Socialistisk Folkeparti. Fra 1960 til 1973 var han medlem af Folketinget for SF. Han markerede sig stedse som hjemmehørende på partiets venstrefløj.
Vivike fungerede i en længere årrække som agent for KGB, efter at han var fulgt med Aksel Larsen fra DKP til SF. Han aflagde bl.a. regelmæssige rapporter til KGB omkring møderne i SF-toppen, samt leverede andre efterspurgte informationer.
KGB hvervede Holger Vivike i 1966, men Politiets Efterretningstjeneste opdagede ikke agent-virksomheden selv, og det var først med oplysninger fra dobbeltagenten Oleg Gordijevskij i 1977 at PET blev klar over forholdet.